# Rika Hoshimi
Rika Hoshimi (en japonés: 星美りか; romanizado: Hoshimi Rika) (Numazu, 20 de septiembre de 1990) es una actriz, AV Idol y gravure idol japonesa.

## Vida y carrera
Nació en septiembre de 1990 en la ciudad de Numazu, en la prefectura de Shizuoka. Se inició en la industria del entretenimiento como modelo, debutando en video en mayo de 2010 con el lanzamiento en huecograbado Emanechio, filmado en Bali.
En septiembre de 2011, pasó del modelaje en huecograbado a la industria del video para adultos (AV), debutando en AV Decision, lanzado por el estudio Muteki, especializada en celebridades debutantes en los videos para adultos. Cuatro meses después grabó con el estudio Idea Pocket la cinta First Impression Rika Hoshimi, dirigida por Tadanori Usami y estrenada el 1 de enero de 2012. Se convirtió en actriz exclusiva para el estudio entre 2012 y 2014. También apareció en IP Platinum Girls Collection 2012, lanzado el 19 de noviembre de 2012. En la película se mostraba a Hoshimi participando en una sesión de fotos especial en Estados Unidos organizada por el estudio y acompañada por otras actrices AV famosas del estudio, como Jessica Kizaki, Kaho Kasumi, Rio, Aino Kishi, Minori Hatsune y Emiri Okazaki.
En 2013, Hoshimi protagonizó la película de drama juvenil Bad Communication de Haruhi Oguri. También apareció en varias otras películas como Schoolgirl Blackboard Jungle y Undressing Mahjong Gakuen Z. El 19 de abril de 2014 protagonizó su último AV con Idea Pocket, Gang Bang Rika Hoshimi. Posteriormente se trasladó al veterano estudio AV KM Produce y debutó el 13 de junio de 2014 con éste en la producción Hyper Super Star Rika Hoshimi, dirigida por Zack Arai. Hoshimi siguió estando bajo un contrato exclusivo con KM Produce durante los siguientes dos años, apareciendo junto con las otras actrices del estudio Sakura Kizuna, Yuu Aisaka y Miko Sakasaki en Million Dream 2014 Absolute Body Battle Ikamon and "Ika" Se Great Battle Special, donde las cuatro chicas actuaban en una gran variedad de situaciones y disfraces. También protagonizó Best Blend 6, donde realizó su primera y única escena lésbica con Sakura Kizuna. También apareció en varios lanzamientos de realidad virtual.
Hoshimi se retiró de la industria audiovisual a finales de 2016. Su última película, Retirement Rika Hoshimi, dirigida por Tiger Kosakai se estrenó el 9 de diciembre de 2016. La película se destaca por ser filmada en estilo documental por Hoshimi haciendo un viaje a Tailandia mientras también se involucra en la actividad sexual. A pesar de su retiro audiovisual, se mantuvo activa en las redes sociales.